# 什卡里夫
50°35′39″N 26°37′8″E / 50.59417°N 26.61889°E
什卡里夫（烏克蘭語：Шкарів），是烏克蘭西北部的村莊，隸屬里夫內州的里夫內區。該村始建於1876年，面積0.5平方公里，海拔高度186米，2020年人口345，人口密度每平方公里762人。